# Румер, Эмиль
Эмиль Румер (фр. Émile Roumer; 5 февраля 1903, Жереми, Гранд-Анс, Гаити — 6 апреля 1988, Франкфурт-на-Майне, ФРГ) — гаитянский поэт, публицист и педагог. Представитель индихенизма в литературе Гаити.

## Биография
Родился в многодетной семье. Внук кубинского патриота, который, сражаясь вместе с Хосе Марти, был вынужден отправиться в изгнание на Гаити. Получил образование в Порт-о-Пренсе, затем изучал философию в Париже и бизнес и администрирование в Манчестере (Англия).
Вместе с единомышленниками, литераторами Жаком Руменом и Филиппом Тоби-Марселеном один из основателей журнала «La Revue indigene» (1926—1927), объединявшего передовых гаитянских писателей, среди которых он и Ж. Румен были лидерами левого крыла литературного движения «эндиженизма». Обращение к эндиженизму стало формой мирной и националистической борьбы против оккупации их родины США в 1915 году.
После прихода к власти Франсуа Дювалье, удалился в провинцию. До начала 1980-х годов работал учителем французского языка и литературы.
Умер во Франкфурте-на-Майне 6 апреля 1988 года. Его тело было перевезено на Гаити и покоятся ныне в Жереми.

## Творчество
Под влияние поэтов Этцера Вилера и Эдмонда Лафореста, основателей литературного движения La Ronde, начал писать стихи.
Дебютировал в 1925 году, опубликовав в Париже свой первый сборник стихов «Poèmes d’Haïti et de France» в La Revue Mondiale.
Писал поэзию на французском и гаитянском креольском языке. Печатал свои стихи в парижском журнале «Les Annales» под псевдонимом Эмилий Нигер, указывая тем самым на африканские корни всех потомков рабов Гаити.
В его стихах сосуществуют две явно противоположные точки зрения: литературный национализм, побуждавщий его писать на гаитянском креольском языке, и интернационализм, который заставлял писать французские сонеты.
Убежденный прогрессист, в стихотворении «Звездный Кайман», гневно выступал против империализма янки и классовых эксплуататоров в «Розарии, коронных сонетах». Позже обратился к лирике.

## Избранная библиография
- Poèmes d’Haïti et de France (1925)
- Poèmes en Vers (1947)
- Le Caïman Etoilé (1963)
- Rosaire Couronne Sonnets (1964)

Оставил много неопубликованных работ, в том числе Coucourouge (1955-1956) и Anti-Singes (1967), а также много текстов в стихах и прозе, опубликованных в гаитянских журналах и газетах на протяжении более полувека.